# Zwierzę zmiennocieplne

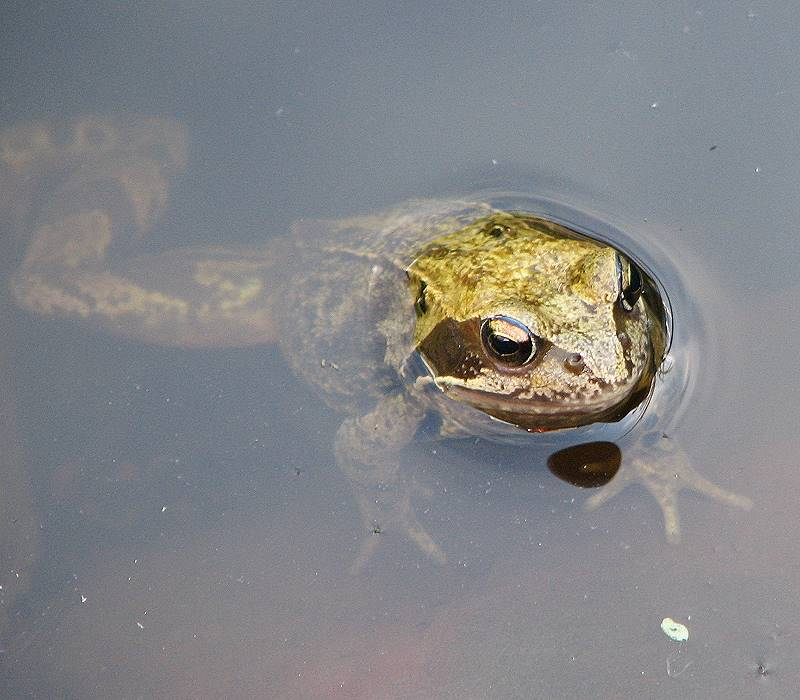
Żaba trawna – przykład zwierzęcia zmiennocieplnego

Zwierzę zmiennocieplne, inaczej: zimnokrwiste, ektotermiczne, pojkilotermiczne (gr. poikilos ‘zmienny’) – zwierzę, którego temperatura jest zmienna i zależy od temperatury otoczenia oraz zewnętrznych źródeł ciepła. Jest to pojęcie tradycyjne i silnie ugruntowane w literaturze, lecz nieścisłe, a czasami wręcz mylące. Od tej definicji są bowiem wyjątki.
Zmiennocieplność jest cechą charakterystyczną dla wszystkich istot bezkręgowych oraz dla ryb, płazów i gadów. Zwierzęta te pobierają mniej pokarmu i wykorzystują jedynie niewielką część uzyskanej z niego energii do produkcji ciepła (w przeciwieństwie do zwierząt stałocieplnych). Ich aktywność ogranicza się często wyłącznie do najcieplejszych godzin w ciągu dnia, przez resztę czasu są natomiast powolne lub całkiem zesztywniałe. Aby móc bardziej efektywnie chłonąć ciepło słoneczne, wykształcają niekiedy różne przystosowania (np. obfite unaczynienie skóry, ciemne ubarwienie ciała). W okresie zimowym niektóre z tych zwierząt zapadają w stan diapauzy.
Z uwagi na swoje wymagania termiczne, zwierzęta te występują z reguły na terenach, na których minimalna temperatura nie spada nigdy poniżej 5–10 °C, natomiast maksymalna nie przekracza 35–40 °C. Istnieją jednak zwierzęta zmiennocieplne zamieszkujące morza antarktyczne o temperaturze wody sięgającej nawet –2 °C.
Niektóre ssaki (określane jako heterotermiczne) mają zdolność do okresowego obniżania temperatury swojego ciała poprzez znaczne spowolnienie swojego metabolizmu i zapadanie w sen zimowy lub sen letni.